# Kuenheim

Wappen derer von Kuenheim

Kuenheim (auch Kunheim, Cunheim oder Kuhnheim) ist der Name eines alten ursprünglich elsässischen Adelsgeschlechts. Später wurden die Herren von Kuenheim vor allem in Preußen ansässig. Kienheim, der Stammsitz des Geschlechts, ist heute eine französische Gemeinde im Département Bas-Rhin. Zweige der Familie bestehen bis heute.

## Geschichte
Erstmals urkundlich erwähnt wird das Geschlecht am 24. Juli 1263 mit dem Ritter Cüntze (Kunz) von Künheim. Er trug bereits den Namen des Stammsitzes der Familie, Kienheim, heute ein Dorf nahe Straßburg. Die Stammreihe beginnt mit dem Ritter Johannes de Cunheim, der 1289 urkundlich erwähnt ist. Die Familie war stammesverwandt mit den schon 1120 ritterbürtig erscheinenden Geschlecht von Berstett. Beide kamen aus derselben Gegend und führten auch dasselbe Wappen. 1419 gehörte Vollmar von Künheim zu einer Gruppe von Rittern und anderen Personen, die, nachdem der Magistrat von Straßburg strenge Maßnahmen zur Aufrechterhaltung der öffentlichen Ordnung beschlossen hatte, aus der Stadt auszogen und von denen sich bald darauf ein Teil zu einem Verein namens ‚Die vereinigte Ritterschaft außerhalb Straßburg‘ zusammenschloss; vorausgegangen war ein Aufstand der Straßburger Bürgerschaft.
Die Hauptlinie der Kuenheim erlosch im Elsass schon um 1500. Eine seit dem 15. Jahrhundert in Preußen – u. a. in Mühlhausen (heute russisch: Gwardeiskoje) im Kreis Preußisch Eylau – ansässige Linie konnte sich mit einem Ast bis in die Gegenwart fortsetzen. Er bestand ursprünglich aus drei Zweigen mit den Fideikommissen Juditten, Spanden und Stollen. Eine weitere Linie gelangte von Ostpreußen nach Schlesien, starb aber im 17. Jahrhundert im Mannesstamm wieder aus. Auch die vom preußischen König Friedrich Wilhelm III. 1798 an drei Kuenheimer verliehenen Grafentitel erloschen schon bald im Mannesstamm.
Genealogisch interessant ist, dass die Familie durch die Ehe des preußischen Landrates Georg von Kuenheim († 1611) mit Margarete Luther († 1570), der Tochter von Martin Luther, die Verwandtschaft mit dem großen Reformator an zahlreiche weitere Geschlechter, unter anderem an die von Saucken, von Tettau und von Syburg, weitervererbt hat.

## Wappen
Das Stammwappen zeigt in Silber einen schwarzen Löwen, mit doppeltem Schwanz. Auf dem gekrönten Helm der schwarze Löwe wachsend. Die Helmdecken sind schwarz-silbern.

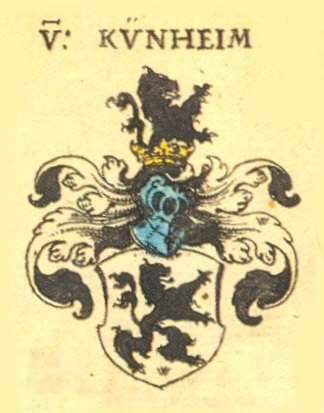
Wappen bei Siebmacher
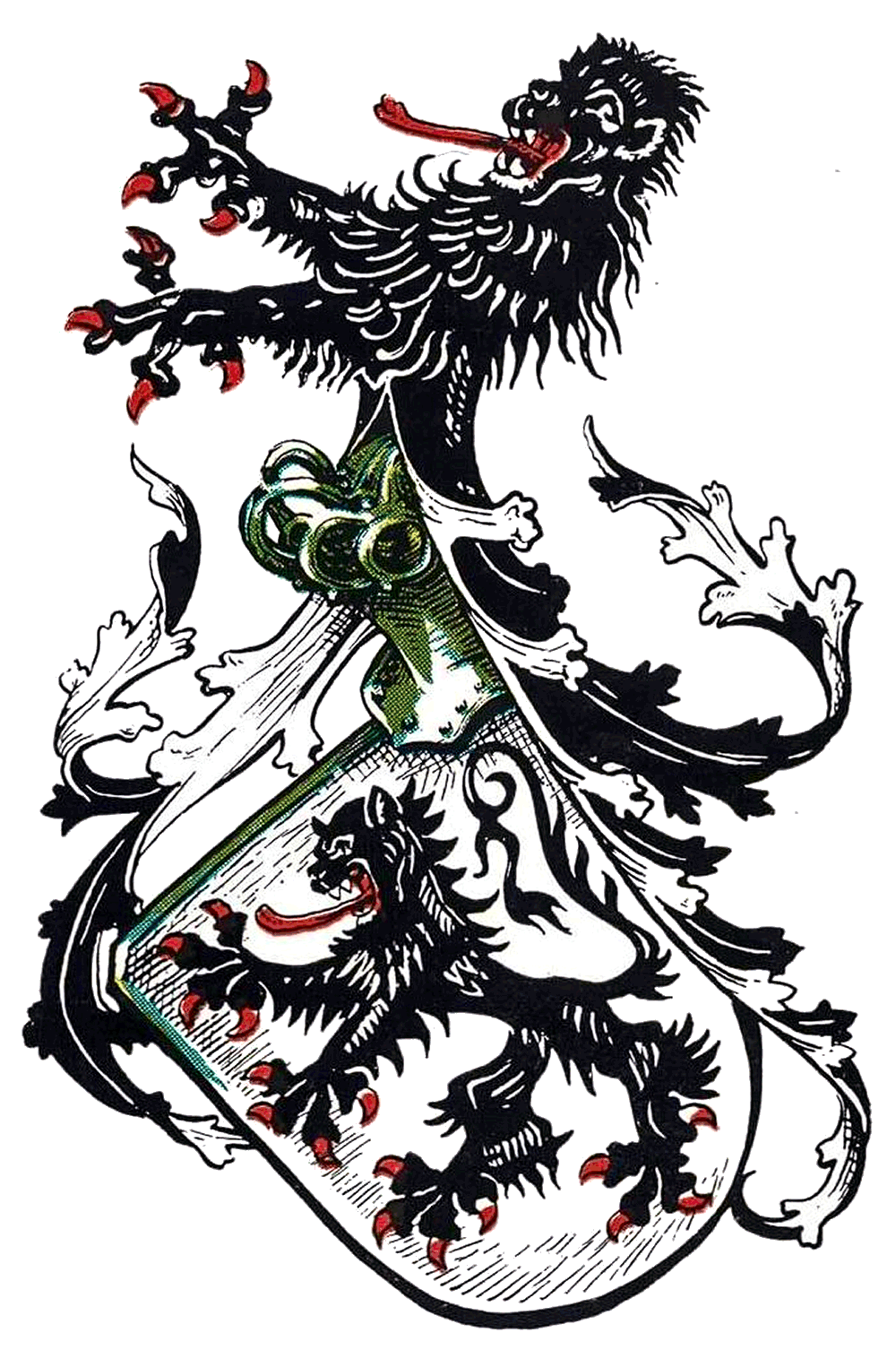
Wappen der Kühn von Kühnheim (Rudolf Stein)

## Namensträger
- Paul von Cünheim, war von 1448 bis 1489 Prior von St. Ulrich im Schwarzwald[5]
- Daniel von Kunheim (* um 1430 bei Metz in Lothringen; † 1507 in Mühlhausen bei Preußisch Eylau, Herzogtum Preußen) war ein ehemaliger Söldnerführer und späterer Ordens-Landrichter in Preußen. Er ist der Ahnherr des ostpreußischen Zweigs der Familie Kunheim.
- Georg von Kunheim der Ältere (* 1480; † 1543), Amtshauptmann von Tapiau, beriet Markgraf Albrecht von Preußen und förderte den Übertritt des Herzogtums Preußen zum Luthertum.
- Georg von Kunheim der Jüngere (* 1532; † 1611), Gutsbesitzer, heiratete Margarete Luther, jüngste Tochter Martin Luthers.
- Margarete von Kunheim (* 1534; † 1570), jüngste Tochter von Martin Luther
- Johann Dietrich von Kunheim (* 1684; † 1752), preußischer Etatsminister und Hofgerichtspräsident
- Johann Ernst von Kunheim (* 1730; † 1818), königlich preußischer Generalleutnant
- Emil von Kuenheim	(1800–1862), Generallandschaftsrat, 1859–1862 Grundbesitzer Oberland
- Ernst von Kuenheim (1835–1905), preußischer Kammerherr, Gutsbesitzer
- Volmar von Kuenheim (1891–1935), preußischer Gutsbesitzer
- Eberhard von Kuenheim (* 1928), deutscher Manager, u. a. Vorstandsvorsitzender von BMW (siehe auch: Eberhard von Kuenheim Stiftung)
- Haug von Kuenheim (* 1934), deutscher Publizist
- Hendrik von Kuenheim (* 1959), deutscher Manager